# Válka svatého Sáby
Válka svatého Sáby je pojmenování benátsko-janovské války v letech 1256–1270. Probíhala v době křížových výprav v Levantě a Středomoří. Způsobila ji rivalita mezi Janovany a Benátčany. Konflikt dvou námořních italských republik přerostl v občanskou válku uvnitř Jeruzalémského království, do níž byly vtaženy další znesvářené frakce včetně sousedních křižáckých států. K bojům docházelo po celém Středomoří.

## Příčiny
Hlavní příčinou války byly vyhrocené vztahy v přístavním městě Acré (Akkon) spočívající v rozdělení sfér vlivu nad městem, ze kterých pak plynuly námořním republikám výnosné zisky z obchodu. Rivalita mezi italskými obchodníky námořních republik přerostla v otevřené nepřátelství. Vedle obchodujících Italů měly významný vliv nad městem také církevní rytířské řády, zejména templáři a johanité, mezi kterými rovněž panovala nevraživost. Skupiny ovládaly různé části města nebo měly pod kontrolou celé čtvrtě. 
Po ztrátě Jeruzaléma v roce 1244 klesl celkový počet hmotných statků v Zámoří, o to méně zbylo prostředků pro vzájemně soupeřící frakce: bohaté italské obchodníky, rytířské řády a barony vlivných šlechtických rodů. Od pádu Jeruzaléma bylo Acré sídlem dvora království a hlavním obchodním přístavem.

## Bitvy

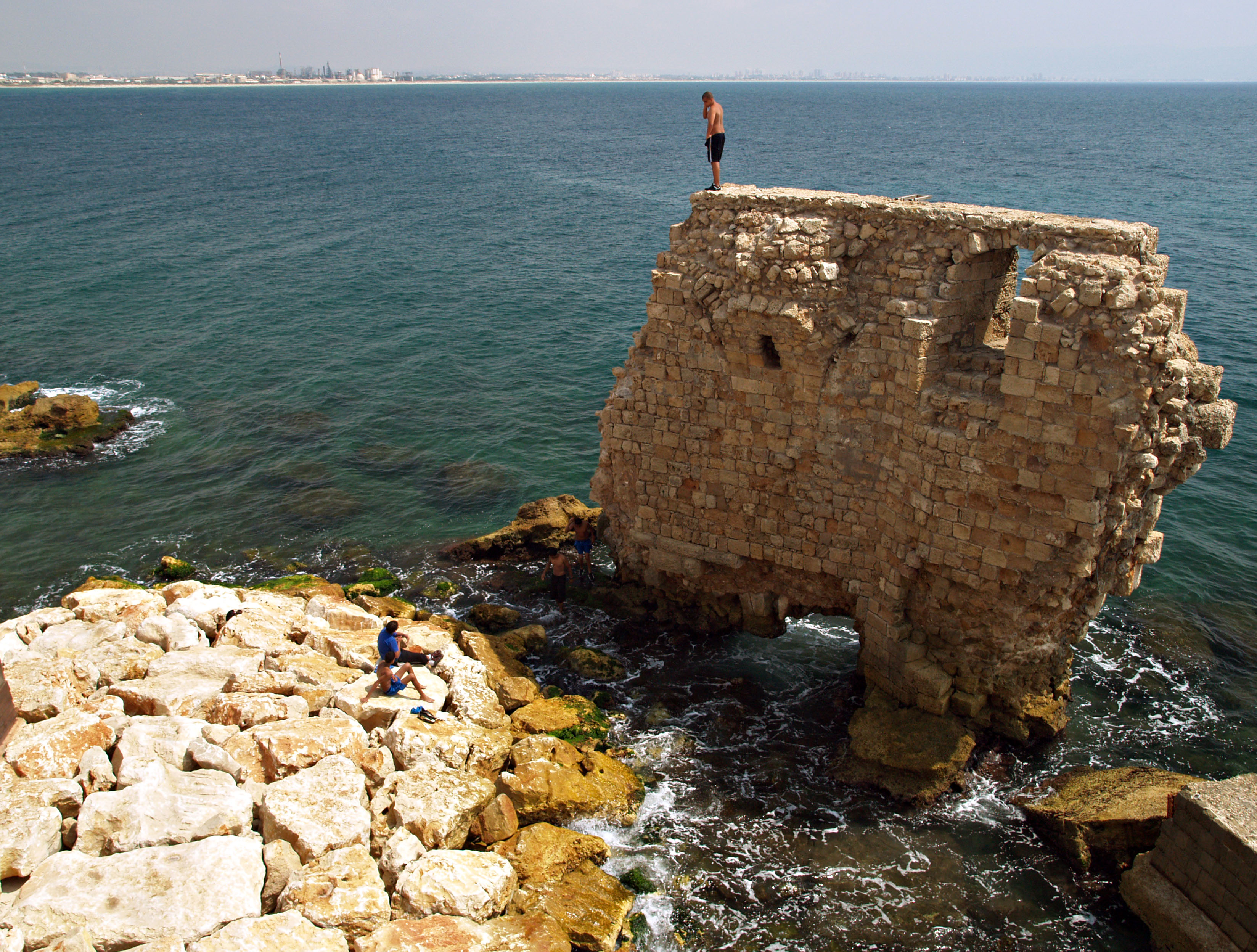
Zbytky křižáckého přístavu v Akkonu, jež náležel Pisáncům

K rozhodujícím bitvám mezi Janovany a Benátčany docházelo na moři v různých částech Středomoří. V nich byli převážně úspěšnější Benátčané. První bitva mezi oběma republikami proběhla 25. června 1258 u Akry a donutila poražené Janovany se z Akkonu stáhnout. K dalším námořním bitvám mělo teprve dojít, Benátčané vítězili u Settepozzi v Řecku (1263) a 23. června 1266 u sicilské Trapani. Janované zvítězili 14. srpna 1264 v námořní bitvě u albánské Saseny.
K bojům docházelo také mezi Italy a řádovými rytíři v Akře, jež bylo ohniskem svárů. Bratrovražedný konflikt mezi křesťany ještě více podlomil jednotu a obranyschopnost slábnoucích křižáckých států v Levantě.